# Silo de Santa Cruz de Tenerife
El silo de Santa Cruz de Tenerife es un antiguo silo de grano situado en el municipio español de Santa Cruz de Tenerife, en las Islas Canarias, estando ubicadas sus instalaciones en la zona portuaria. Durante su existencia funcionó como un silo de tránsito, dedicado a la recepción de grano.

## Historia
Su construcción respondió a una premeditada organización para el almacenamiento de cereal, dentro de la política implementada por el régimen franquista a través del Servicio Nacional del Trigo. Se había previsto levantar un cierto número de silos en puertos, si bien finalmente solo se llegaron a construir dos unidades: Málaga y Santa Cruz de Tenerife.  Las instalaciones de este último fueron puestas en servicio en 1965, contando con una capacidad de almacenamiento de 12.000 toneladas.
Tras caer en desuso, en la actualidad las instalaciones se encuentran sin uso agrario. 